# استیرمن ایرکرفت
استیرمن ایرکرفت کورپوریشن یک شرکت سازنده هواپیما در ویچیتا، کانزاس بود. اگرچه این شرکت طیف وسیعی از هواپیماهای دیگر را طراحی کرد، اما بیشتر به خاطر تولید مدل ۷۵ شناخته می شود که معمولاً به صورت ساده با عنوان «استیرمن» یا «بوئینگ استیرمن» نیز شناخته می شود.

### کتابشناسی - فهرست کتب
- Boeing Company. Pedigree of Champions: Boeing Since 1916, Third Edition. Seattle, WA: The Boeing Company, 1969.
- Bowers, Peter M. Boeing aircraft since 1916. London: Putnam Aeronautical Books, 1989. شابک ‎۰-۸۵۱۷۷-۸۰۴-۶.
- Simpson, Rod. Airlife's World Aircraft. London: Airlife Publishing Ltd. 2001. شابک ‎۱-۸۴۰۳۷-۱۱۵-۳.